# Elnyel a sötétség
Az Elnyel a sötétség (eredeti cím: Darkness of Man) 2024-ben bemutatott amerikai akcióthriller, amelynek forgatókönyvírója, rendezője és társproducere James Cullen Bressack. A főbb szerepekben Jean-Claude Van Damme, Kristanna Loken, Emerson Min, Spencer Breslin, Sticky Fingaz és Shannen Doherty (egyik utolsó filmje) látható.
A film 2024. május 21-én jelent meg Video on Demand szolgáltatáson. Magyarországon a FilmBox Premium mutatta be 2025. február 23-án. Általánosságban pozitív véleményeket kapott a kritikusoktól.

## Cselekmény
A történet középpontjában Russell Hatch Interpol-ügynök áll, aki szemtanúja lesz egy informátor halálának, amikor egy látszólag rutinszerű rajtaütés balul sül el. Évekkel később kénytelen az informátor fiát megvédeni egy csoport könyörtelen bandától, akik kegyetlen területi háborút indítottak.

## Szereplők
| Szerep        | Színész                  | Magyar hang       |
| ------------- | ------------------------ | ----------------- |
| Russell Hatch | Jean-Claude Van Damme    | Mészáros András   |
| Claire        | Kristanna Loken          | Erdős Borcsa      |
| Jayden        | Emerson Min              | Ács Balázs        |
| Mr. Kim       | Ji Yong Lee              | Katona Zoltán     |
| Chris         | Spencer Breslin          | Baráth István     |
| Vivian        | Shannen Doherty          | Nemes Takách Kata |
| Igor          | Kristopher Van Varenberg |                   |
| Nikolai       | Nicolas Van Varenberg    |                   |
| Jates         | Sticky Fingaz            | Maday Gábor       |

### Magyar változat
- Bemondó: Kisfalusi Lehel
- Magyar szöveg: Szojka László
- Felvevő hangmérnök: Darvas Bence
- Hangmérnök és vágó: Hegyessy Ákos
- Gyártásvezető: Mészáros Szilvia
- Szinkronrendező: Berzsenyi Márta
- Produkciós vezető: Legény Judit

A szinkront a Laborfilm szinkronstúdió készítette el.

## A film készítése
2022 novemberében bejelentették, hogy Darkness of Man címmel akciófilm készül, amelynek rendezője, társproducere és forgatókönyvírója James Cullen Bressack lesz. Jean-Claude Van Damme kapta a főszerepet Russell Hatch szerepében. 2024 márciusában, a hivatalos előzetes megjelenésével kiderült, hogy Kristanna Loken, Emerson Min, Spencer Breslin, Sticky Fingaz és Shannen Doherty is csatlakozott a stábhoz.

## Bemutató
2023 februárjában a Saban Films megvásárolta a film forgalmazási jogait.
Az Elnyel a sötétség 2024. május 21-én jelent meg Video on Demand szolgáltatáson.

## Fogadtatás
A Rotten Tomatoes weboldalon 70%-os értékelést kapott 10 kritika alapján, az átlagos értékelése 6,1 pont a tízből.